# Socjalizm w Brazylii
Ruch socjalistyczny w Brazylii narodził się w drugiej połowie XIX wieku, istnieją przesłanki na temat wcześniejszej działalności socjalistycznej lecz do 1892 roku w Brazylii nie istniała zorganizowana grupa socjalistyczna.

## Historia

### Pierwsza Republika (1889–1930)
Pierwszy Socjalistyczny Kongres Brazylii rozpoczął się w 1892 roku w Rio de Janerio. w tym samym roku w São Paulo odbył się inny, niezależny od pierwszego kongres. Rok 1892 oprócz dwóch kongresów socjalistów stał się rokiem powstania Socjalistycznej Partii Robotniczej (Partido Operário Socialista). Socjalistyczna Partia Robotnicza współcześnie uważana jest za pierwszą socjalistyczną partię w Brazylii. Trzy lata później, w Rio założona została konkurencyjna "Partido Socialista Operário". Silvério Fontes, uważany za pierwszego brazylijskiego marksistę, uruchomił Socjalistyczne Centrum Santos, które publikowało socjalistyczny magazyn "Social Question" i gazetę "O Socialista".
Pierwszą znaczącą ogólnokrajową partią socjalistyczną była powstała z inicjatywy włoskiego imigranta Alcebíadesa Bertollottiego w 1902 roku. Bertolletti w czasie pobytu we Włoszech, pracował dla organu prasowego Włoskiej Partii Socjalistycznej, "Avanti". W tym samym roku powstała "Partido Socialista Coletivista" na czele której stał Vicente de Sousa, dziennikarz, założyciel brazylijskiej Press Association (Associação Brasileira de Imprensa – ABI). Z kolei w 1906 roku założona została Niezależna Partia Robotnicza (Partido Operário Independente) której działacze założyli "uniwersytet popularny" w którym wykładali Rocha Pombo, Manuel Bomfim i Jose Verissimo.
Rozszerzenie idei socjalistycznych wzrosło w czasie I wojny światowej, jednak większość społeczeństwa brazylijskiego w dalszej mierze nie miała dostępu do poglądów głoszonych przez grupy lewicowe. W 1916 roku  Francisco Vieira da Silva, Toledo de Loiola, Alonso Costa i Mariano Garcia ogłosili Manifest Brazylijskiej Partii Socjalistycznej (Manifesto do Partido Socialista do Brasil). 1 maja następnego roku, manifest podpisali Nestora Peixoto de Oliveira, Izaaka Izeckson i Murilo Araujo. Grupa ta wystawiła Evaristo de Morais jako swojego kandydata do parlamentu i publikowała dwie gazety "Folha Nova" i "Tempos Novos".
W grudniu 1919 roku powstała Liga Socjalistyczna. Jej członkowie przy wsparciu  Evaristo de Morais, Mauricio de Lacerda, Nicanor Nascimento, Agripino Nazare, Leonidas de Resende, Pontes de Miranda rozpoczęli w 1921 roku wydawanie czasopisma "Clarte". W 1925 działalność rozpoczęła Brazylijska Partia Socjalistyczna (Partido Socialista Brasil). Podstawą powstałej w 1922 Brazylijskiej Partii Komunistycznej były istniejące wcześniej organizacje anarchistyczne. Przed rewolucją 1930 roku, Mauricio de Lacerda powołał krótkotrwały Front Lewicy, którego celem było napisanie projektu socjalistycznej konstytucji Brazylii.

### Era Vargasa (1930–1945)

Prezydent João Goulart

Działalność polityczna w okresie dyktatury Getulio Vargasa była poddawana represjom. W dniach 23-27 listopada, 1935 roku w  Natal, Recife, i Rio de Janeiro odbyło się nieudane powstanie. Na czele rebelii stał Sojusz Wyzwolenia Narodowego (Aliança Nacional Libertadora – ANL), ANL była szeroką koalicją sił określających się jako antyfaszystowskie (socjaliści, komuniści, liberałowie), korzystającą ze wsparcia taktycznego lewicowej części oficerów wojska. W Natal, rebeliantom udało się nawet utworzyć rząd rządzący miastem przez cztery dni. Po stłumieniu powstania, zwiększyły się represje reżimu wobec opozycji.
W 1937 roku Vargas ustanowił nową, czwartą konstytucję państwa zwaną popularnie "Polaca", ponieważ wzorowana była na kwietniowej Konstytucji RP. Rząd wdrażał w życie "Plano Cohen" polegający na sianiu w kraju paniki, która została ogłoszona przez państwową propagandę jako międzynarodowa próba "rewolucji socjalistycznej", w Brazylii, w rzeczywistości miało to pomóc Vargasowi w utrzymaniu się przy władzy. Nowa konstytucja zdelegalizowała partie polityczne i stłumiła działalność ruchów społecznych.
W 1936 roku, jedna z czołowych działaczek komunistycznych Olga Benário Prestes, będąca pochodzenia żydowskiego została deportowana przez reżim Vargasa do nazistowskich Niemiec, została zamordowana przez nazistów w 1942 roku. Jej mąż Luís Carlos Prestes w listopadzie 1935 stał na czele nieudanego powstania. Innym liderem socjalistycznym zabitym przez reżim był anarchista Oreste Ristori, deportowany w 1936 roku do Królestwa Włoch i zamordowany przez funkcjonariuszy policji faszystowskiej w dniu 2 grudnia 1943 roku.

### Druga Republika(1945–1964)
Po upadku reżimu Vargasa w 1945 roku, nastąpił dalszy rozwój idei socjalistycznej. Tuż po upadku reżimu utworzona została Lewica Demokratyczna (Esquerda Democrática), zarejestrowana w sierpniu 1947 roku jako Brazylijska Partia Socjalistyczna (Partido Socialista Brasileiro – PSB).
W 1946 roku, Luís Carlos Prestes został wybrany pierwszym komunistycznym senatorem Brazylii, po utracie mandatu komuniści zdobyli swojego senatora dopiero sześćdziesiąt lat później, gdy do senatu dostał się  Inácio Arruda z Ceará. W 1947 roku, PCB liczyła blisko 200.000 członków, w wyborach natomiast uzyskała 480.000 głosów (prawie 9% ogółu głosujących). W 1956 roku na łamach partii nastąpił konflikt. Rozłam wiązany był z potępieniem Stalina przez Nikitę Chruszczowa w czasie XX Kongresu KPZR. PCB w 1958 zatwierdziła nowy manifest w którym proponowała osiągnięcie celów komunistycznych przez sposoby demokratyczne. Niektórzy przywódcy partii niezadowoleni z polityki, opuścili PCB i w 1962 roku założyli Komunistyczną Partię Brazylii.
W 1955 roku odbyła się Konferencja Episkopatu Ameryki Łacińskiej (Conselho Episkopatu Latino Americano – CELAM). Kierunek obrany przez II Sobór Watykański (1962-1965) doprowadził do powstania teologii wyzwolenia, która odgrywała znaczącą rolę na brazylijskiej lewicy aż do lat 90.
W 1961 roku, po rezygnacji Jânio Quadrosa, wiceprezydentem kraju został socjaldemokrata João Goulart. Został on obalony w 1964 roku w wyniku wojskowego zamachu stanu. Największym przeciwnikiem Goularta był Carlos Lacerda członek prawicowej "União Democrática Nacional", syn Mauricio de Lacerda, założyciela PCB.

### Wojskowa dyktatura (1945-1985)
W wyniku puczu z 1964 roku, wszystkie partie polityczne zostały zakazane, a organizacje socjalistyczne rozpoczęły działalność podziemną. W 1965 roku umiarkowani politycy lewicy dołączyli do Brazylijskiego Ruchu Demokratycznego (Movimento Democratico Brasileiro – MDB), partii opozycyjnej względem reżimu. Druga połowa lat 60. i 70. była okresem nieustannych prześladowań socjalistów i innych grup opozycyjnych wobec reżimu. Zdecydowano większość opozycjonistów była zwolennikami lewicy od socjalizmu po leninizm i maoizm. Powolny proces demokratyzacji zainicjowany przez Ernesto Geisela w drugiej połowie lat 70. przyczynił się do ponownych wyborów w których brać udział mogły partie socjalistyczne i komunistyczne.
W styczniu 1979 roku, na XI Kongresie Hutników zawiązano demokratyczno-socjalistyczną Partię Pracujących, do jej oficjalnego kongresu doszło rok później w katolickiej szkole Colegio Sion w São Paulo. Partia uzyskała poparcie związkowców, intelektualistów, artystów, zwolenników teologii wyzwolenia i starej lewicy brazylijskiej. W 1984 powstał Movimento dos Trabalhadores Sem Terra, będący reakcją na nieudaną reformę rolną reżimy. Ten socjalistyczny ruch społeczny stał się wkrótce największą organizacją społeczną w Ameryce Południowej, licząc około 1,5 miliona członków w 23 z 26 stanów Brazylii.

### Nowa Republika (1985-)
Chico Mendes, członek Partii Pracujących i ikona walki o zachowanie Amazonii, został zamordowany w swoim domu w Acre. Mendes znany jest obecnie jako jeden z pierwszych liderów ruchu ekologicznego socjalizmu.
W wyborach w 1989 roku, Partia Pracujących utworzyła socjalistyczną koalicję z Demokratyczną Partią Pracy, Partia Pracujących w wyborach prezydenckich wystawiła Luiza Inácio Lula da Silvę. Demokratyczna Partia Pracy, jedyny brazylijski członek Międzynarodówki Socjalistycznej, zadeklarowała, że jest jedynym rzeczywistym spadkobiercom obalonego przez wojsko Goularta i Brazylijskiej Partii Pracy, i wystawiła swojego kandydata którym został Leonel Brizola. Lula pokonał Brizola i przeszedł do drugiej tury wyborów, przegrywając z neoliberalnym kandydatem Fernandem Collor de Mello. Lula wystartował bezskutecznie w dwóch kolejnych wyborach prezydenckich, ostatecznie prezydentem został w 2002 roku. Sposoby rządzenia przez Partię Pracy doprowadziły do małego rozłamu, w wyniku którego powstała Partia Socjalizmu i Wolności.